# Micrathena pichincha
Micrathena pichincha là một loài nhện trong họ Araneidae.
Loài này thuộc chi Micrathena. Micrathena pichincha được Herbert Walter Levi miêu tả năm 1985.